# Semivarianz
Als Semivarianz bezeichnet man in der Statistik die halbe, mittlere, quadrierte euklidische Distanz zwischen den Messwerten 
z(xi) und z(xi+h) an den Orten xi und xi+h für den Abstand bzw. Vektor h:
{\displaystyle \lambda (h)={\frac {1}{2\cdot N(h)}}\cdot \sum _{i=1}^{N(h)}\left[z(x_{i})-z(x_{i}+h)\right]^{2}}
Der Ausdruck 1/2 [z(xi) − z(xi + h)]2 ist aus geometrischer Sicht der quadrierte, orthogonale Abstand eines Punktes im h-Streudiagramm von der Diagonalen y=x.
Ein Diagramm, das die Semivarianz gegen den Abstand h aufträgt, wird als Semivariogramm bezeichnet.
Aus der Modellannahme einer intrinsischen Stationarität folgt, dass die Semivarianz ein Schätzer für die halbierte Varianz der Inkremente Z(xi + h) - Z(xi) ist.

## Referenz
1. Shine, J.A., Wakefield, G.I.: A comparison of supervised imagery classification using analyst-chosen and geostatistically-chosen training sets, 1999, http://www.geovista.psu.edu/sites/geocomp99/Gc99/044/gc_044.htm